# Il Veltro
Il Veltro è una rivista di cultura italiana fondata nel 1956 a Roma da Aldo Ferrabino e Vincenzo Cappelletti con il sottotitolo "Rassegna di vita italiana" e dal 1961 con quello di "Rivista della civiltà italiana".

## Storia
Essa nacque come rivista ufficiale della Società Dante Alighieri il cui presidente era appunto Aldo Ferrabino ed ebbe subito grande adesione di pubblico per la ricchezza dei temi trattati di carattere prevalentemente letterario.
Nel 1974 Il Veltro divenne autonoma, divenendo organo dell’Associazione “Presenza Italiana”, nel cui ambito si costituì la Società cooperativa di studiosi e pubblicisti “Il Veltro Editrice”, che ne ha curato la pubblicazione fino al 2021.
La Rivista assunse una formula culturale più serrata, concepita come tribuna critica e dialettica della cultura umanistica e scientifica, con l’apertura dei sommari ad argomenti scientifici, economici e di politica internazionale, seguendo una linea di approfondimenti storici e sviluppi culturali, e non di semplice attualità.
Per la diffusione ampia e qualificata all’estero, nelle maggiori università e istituzioni culturali europee e americane, la Rivista ha avuto uno stretto rapporto di collaborazione con la Direzione Generale per la Promozione e la Cooperazione Culturale del Ministero degli Affari Esteri.

## Casa editrice
La rivista è stata edita da "Il Veltro Editrice", fondata il 2 luglio 1974 che associa studiosi e pubblicisti in forma cooperativa. In base allo statuto (art. 4), le sue iniziative editoriali si conformano alle finalità dell'Associazione culturale "Presenza italiana", ovvero la promozione della "consapevolezza della tradizione e del presente della società italiana; delle sue affermazioni ideali, creative, umanitarie; dei valori e dei problemi che ne hanno orientato il corso storico; delle relazioni con altri Paesi, culture, società. Intende particolarmente favorire la partecipazione italiana alla ricerca contemporanea di prospettive originali e di tematiche innovatrici."
Dal 2022 la Rivista è edita dalle Edizioni Studium.